# Jerzy Szczepański
Jerzy Szczepański (ur. 10 maja 1950 w Jaworzynie Śląskiej) – polski historyk, profesor nauk humanistycznych.

## Życiorys
W 1968 roku ukończył I Liceum Ogólnokształcące im. Stefana Żeromskiego w Kielcach. W latach 1968–1973 odbył studia z zakresu historii na Uniwersytecie Jagiellońskim. Magisterium uzyskał pisząc pracę Stosunki polsko-łotewskie 1919–1929 na seminarium prof. Mariana Zgórniaka. Doktoryzował się w 1984 w Instytucie Historii PAN na podstawie pracy Urzędnicy Królestwa Polskiego w latach 1816–1866. Promotorem jego pracy była prof. Janina Leskiewicz. Stopień naukowy doktora habilitowanego uzyskał w 1997 roku na Uniwersytecie Łódzkim w oparciu o dorobek naukowy oraz rozprawę Modernizacja górnictwa i hutnictwa w Królestwie Polskim w I połowie XIX w. Rola specjalistów niemieckich i brytyjskich. Postanowieniem Prezydenta RP z 7 października 2010 otrzymał tytuł naukowy profesora. Jego uczniami i autorami rozpraw doktorskich których promotorem był prof. Szczepański są: Ewelina Wanke, Łukasz Janeczek, Marta Sala, Piotr Olszewski, Andrzej Lis, Marcin Soboń, Sławomir Maj i Piotr Głowacki.
Od 1973 do 1975 był asystentem w Instytucie Historii Wyższej Szkoły Pedagogicznej w Kielcach. Następnie pracował jako asystent naukowo-badawczy w Wojewódzkim Archiwum Państwowym w Kielcach (1975–1981). W latach 80. był specjalistą, a później głównym specjalistą w Pracowni Dokumentacji Naukowo-Historycznej oraz w kieleckim oddziale Pracowni Konserwacji Zabytków. W 1989 roku podjął pracę na stanowisku adiunkta w WSP w Kielcach, przekształconej następnie w Akademię Świętokrzyską i Uniwersytet Jana Kochanowskiego. Związany był początkowo z Zakładem Historii XIX stulecia w Instytucie Historii na Wydziale Humanistycznym, następnie został kierownikiem Zakładu Historii Myśli Społeczno-Gospodarczej w Instytucie Ekonomii i Administracji na Wydziale Zarządzania i Administracji. Pracował również w Wyższej Szkole Handlowej im. Bolesława Markowskiego w Kielcach i Instytucie „ORGMASZ".
Specjalizuje się w dziejach kultury i architektury XIX i XX w., historii gospodarczej, historii myśli ekonomicznej oraz historii społecznej XIX w. Jego zainteresowania badawcze obejmują: biografistykę, Staropolski Okręg Przemysłowy, stosunki polsko-rosyjskie w XIX w., a także życie społeczne emigracji polskiej we Francji w XIX w. Za działalność zawodową został odznaczony Srebrnym Krzyżem Zasługi.

## Publikacje
- Cmentarze kieleckie, Kielce 1982
- Burmistrzowie miasteczek Królestwa Polskiego 1815-1866 (na przykładzie guberni radomskiej) w: Społeczeństwo polskie XVIII i XIX wieku, red. Janina Leskiewicz, Warszawa 1982
- Park miejski w Kielcach, Kielce 1983 (współautor Jan Leszek Adamczyk)
- Wójtostwo w Kielcach, Kielce 1984
- Kielecki Słownik Biograficzny. Architekci i budowniczowie. Materiały, Warszawa–Kraków 1990
- Zainteresowania arystokracji polskiej angielską techniką w II połowie XVIII wieku, "Kwartalnik Historii Nauki i Techniki" 1993, R. 38 nr 3, s. 61-72
- Modernizacja górnictwa i hutnictwa w Królestwie Polskim w I połowie XIX w. Rola specjalistów niemieckich i brytyjskich, Kielce 1997
- Dzieje wodociągów i kanalizacji w Kielcach w latach 1929–1999, Kielce 1999
- Słownik biograficzny XIX wieku, Toruń 2005 (współautorzy Jerzy Z. Pająk, Adam Penkalla)
- Książę Ksawery Drucki-Lubecki (1778–1846), Warszawa 2008
- Świętokrzyski słownik biograficzny, t. 2, 1795–1918, pod red. Jerzego Szczepańskiego, Kielce 2009
- Weterani powstań narodowych w Zakładzie św. Kazimierza w Paryżu, Warszawa 2011
- Cmentarze Kielc, Kielce 2012 (współautor Urszula Oettingen)
- Oświatowe i gospodarcze koncepcje Stanisława Staszica a ewolucja szkolnictwa górniczo-hutniczego na ziemiach polskich do początku XX wieku, "Studia Humanistyczne AGH", 2012 T. 11 [nr] 3, s. 183-196 (współautor Zbigniew Wójcik)
- Czy polityka księcia Ksawerego Druckiego-Lubeckiego wobec Rosji była realistyczna?, w:  Lojalizm czy realizm? : Polacy wobec władzy rosyjskiej w XIX wieku, pod red. Mariusza Nowaka i Jerzego Szczepańskiego, Warszawa 2013, s. 19-33
- Działalność społeczna rodziny Gałęzowskich na emigracji polskiej we Francji na przełomie XIX i XX wieku, Warszawa 2013
- Początki przemysłu kieleckiego, "Studia Muzealno-Historyczne", 2013 T. 5, s. 11-29, (współautor Jerzy Z. Pająk)
- W mundurze członka rosyjskiej Rady Stanu. Petersburski rozdział w działalności Ksawerego Druckiego-Lubeckiego (1830-1846), w: Między irredentą a kolaboracją : postawy społeczeństwa polskiego w latach niewoli - "W obcym mundurze", pod red. Lidii Michalskiej-Brachy i Marii Korybut-Marciniak, Warszawa 2013
- Akcja dyplomatyczna księcia Ksawerego Druckiego-Lubeckiego w grudniu 1830 roku, w: Wokół powstania listopadowego, zbiór studiów, pod red. Huberta Chudzio i Janusza Pezdy, Kraków 2014, s. 35-50
- Górnictwo i hutnictwo w dobrach benedyktynów ze Świętego Krzyża, "Debaty Świętokrzyskie",  2014 Vol. 1, s. 179–184
- Od programu walki zbrojnej do pracy społecznej : drogi polskiej emigracji w XIX wieku, w: Drogi Polaków do niepodległości. W 150. rocznicę powstania styczniowego, pod red. Wiesława Cabana, Lidii Michalskiej-Brachy, Wiktorii Śliwowskiej, Warszawa 2015 (współautorka Lidia Michalska-Bracha)
- Polak w carskim mundurze : wspomnienia Aleksandra Skolimowskiego (1817–1895), (oprac. wraz z Wiesławem Cabanem), Kielce 2015
- Studenci polscy na Akademii Górniczej w Bańskiej Szczawnicy (Schemnitz) w XVIII -XIX wieku, "Kwartalnik Historii Nauki i Techniki" 2015 R. 60 nr 4, s.139-162 RCIN - wersja elektroniczna
- Urzędnicy administracji państwowej Królestwa Polskiego w latach 1815-1866 (na przykładzie guberni radomskiej), Kielce 2015
- Generał Jan Baptysta Komarzewski i kopalnie Miedzianej Góry, w:  Historia magistra vitae est... : studia z dziejów społeczno-politycznych, gospodarczych i kulturalnych, księga jubileuszowa dedykowana prof. zw. dr. hab. Wiesławowi Cabanowi z okazji 45-lecia pracy naukowej, pod red. Lidii Michalska-Bracha, Marka Przeniosło, Beaty Wojciechowskiej, Kielce 2016, s.109–119
- Starość weteranów na emigracji we Francji w XIX wieku, w:  Ludzie starzy i starość na ziemiach polskich od XVIII do XXI wieku (na tle porównawczym). T. 1. Metodologia, demografia, instytucje opieki, pod red. Agnieszki Janiak-Jasińskiej, Katarzyny Sierakowskiej, Andrzeja Szwarca, Warszawa 2016
- Jan Witort, O syberyjskim zesłaniu i rusyfikacji Żmudzi, (oprac. wraz z Wiesławem Cabanem, przy współpracy Zbigniewa Wójcika), Warszawa 2017
- Moje wspomnienia w Massalanach spisane. Pamiętniki Jana Ordynata Bispinga 1842-1892, [oprac. wraz z Jerzym Z. Pająkiem] Kielce 2017,
- Profesor Edward Taylor (1884–1964) – kielczanin i ekonomista, "Studia i Materiały. Miscellanea Oeconomicae", 2017, R. 21 nr 3, t. 2, s. 263–271 (współautor Jan Główka)
- Katalog XIX-wiecznych map, planów i rysunków skasowanych klasztorów i ich majątków na terenie guberni kieleckiej i radomskiej, Kielce 2019 (współautor Jerzy Z. Pająk)
- Programy rozwoju przemysłu państwowego w regionie świętokrzyskim w XIX–XX wieku (do 1939 roku), w: Historyczne i współczesne konteksty przemian w przemyśle regionu świętokrzyskiego, T. 1, Kielce 2019 s. 15-29:
- Z dziejów Marmurów Kieleckich (1876–2016), pod red. Jerzego Szczepańskiego i Jana Główki, Kielce 2020
- Pionier przemysłu kieleckiego - Alfons Welke, w: Nie zamyka się w "skorupie" uczonego. Studia i szkice ofiarowane Profesorowi Wiesławowi Pusiowi w osiemdziesiątą rocznicę urodzin, pod red. Jarosława Kity, Łódź 2020, s. 129-136